# Juan Alonso
Juan Adelarpe Alonso (Hondarribia, 1927. december 13. – Hondarribia, 1994. szeptember 8.) válogatott spanyol labdarúgó, kapus.

## Pályafutása

### Klubcsapatban
1946–1947-ben a Logroñés, 1947 és 1949 között a Racing Ferrol, 1949 és 1960 között a Real Madrid, 1960 és 1963 között a Plus Ultra labdarúgója volt. Tagja volt a sorozatban öt BEK-győzelmet szerző együttesnek.

### A válogatottban
1958–59-ben két alkalommal szerepelt a spanyol válogatottban.

## Sikerei, díjai
Real Madrid
- Spanyol bajnokság
  - bajnok (4): 1953–54, 1954–55, 1956–57, 1957–58
- Bajnokcsapatok Európa-kupája (BEK)
  - győztes (5): 1955–56, 1956–57, 1957–58, 1958–59, 1959–60
- Zamora-díj (1954–55)

## Statisztika

### Mérkőzései a spanyol válogatottban
| Spanyolország | Spanyolország     | Spanyolország                     | Spanyolország | Spanyolország | Spanyolország  | Spanyolország | Spanyolország | Spanyolország |
| #             | Dátum             | Helyszín                          | Hazai         | Eredmény      | Vendég         | Kiírás        | Gólok         | Esemény       |
| ------------- | ----------------- | --------------------------------- | ------------- | ------------- | -------------- | ------------- | ------------- | ------------- |
| 1.            | 1958. október 15. | Madrid, Santiago Bernabéu stadion | Spanyolország | 6 – 2         | Észak-Írország | barátságos    | -             |               |
| 2.            | 1959. február 28. | Róma, Stadio dei Centomila        | Olaszország   | 1 – 1         | Spanyolország  | barátságos    | -             |               |
|               | Összesen          |                                   |               | 2             | mérkőzés       |               | 0             | gól           |